# Nationalsozialistische Volkswohlfahrt

NSV:s symbol.

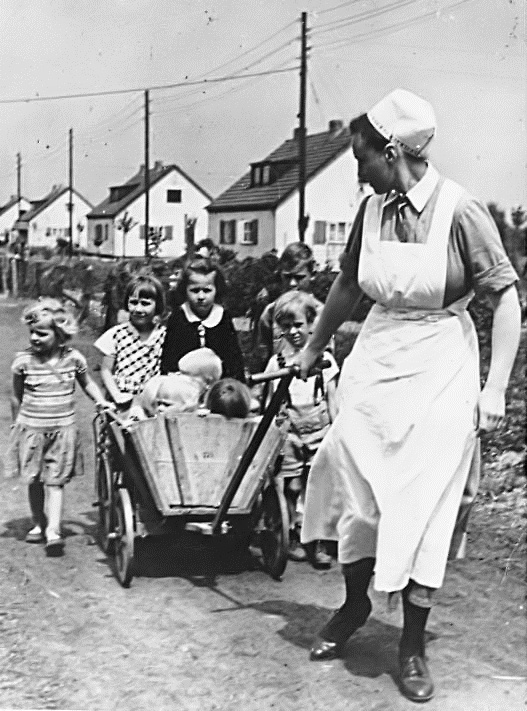
NSV-syster med barn år 1943.

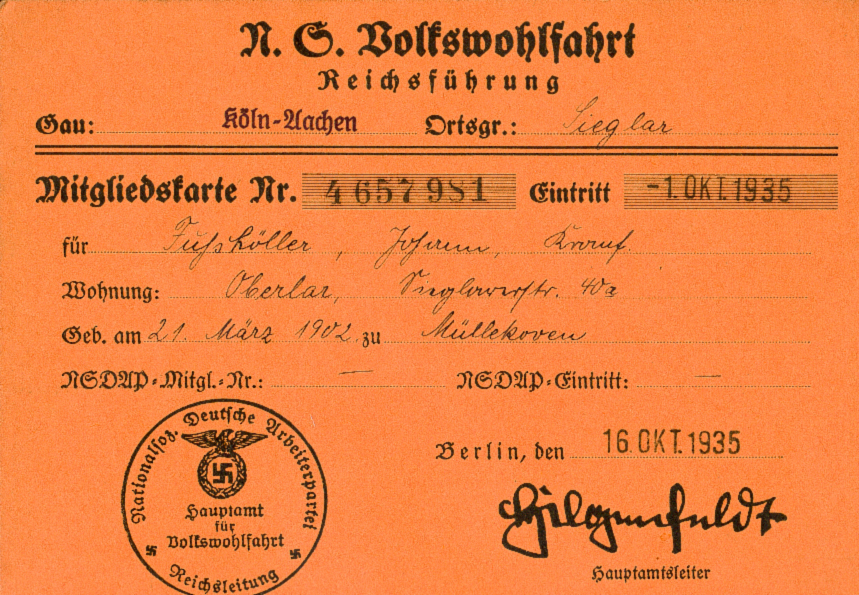
Medlemskort i NSV.

Nationalsozialistische Volkswohlfahrt (NSV) ("Nationalsocialistiska folkets välfärd") bildades den 18 april 1932 som en ideell förening och knöts den 3 maj 1933 till Nationalsocialistiska tyska arbetarepartiet endast några månader efter maktövertagandet. Dess säte var i Wilmersdorf i Berlin i en byggnad ritad av arkitekten Hugo Constantin Bartels.